# HD 1114
HD1114 є хімічно пекулярною зорею спектрального класу A6 й має видиму зоряну величину в смузі V приблизно  8.7. Вона знаходиться  у сузір'ї Кита й розташована на відстані близько 550 світлових років від Сонця.